# Yukari Nakano
Yukari Nakano (japonês: 中野 友加里, Hepburn: Nakano Yukari, Konan, Aichi, 25 de agosto de 1985) é uma ex-patinadora artística japonesa. Ela foi duas vezes medalhista no Campeonato dos Quatro Continentes de Patinação Artística no Gelo (prata em 2006 e bronze em 2003), medalhista de bronze da Final do Grand Prix de Patinação Artística no Gelo de 2005–06, e três vezes medalhista de bronze no Campeonato Japonês (em 2006, 2007 e 2010).
Nakano foi uma das poucas atletas da patinação artística feminina a executar o salto triplo axel em competições internacionais. Durante o Skate America de 2002, ela, assim como a patinadora russa Liudmila Nelidina, foi a primeira desdeMidori Ito a conseguir executar este elemento com êxito.

## Principais resultados
| Resultados | Resultados    | Resultados      | Resultados       | Resultados        | Resultados        | Resultados        | Resultados    | Resultados    | Resultados        | Resultados        | Resultados        | Resultados        | Resultados        |
| Internacional | Internacional | Internacional   | Internacional    | Internacional     | Internacional     | Internacional     | Internacional | Internacional | Internacional     | Internacional     | Internacional     | Internacional     | Internacional     |
| Evento/Temporada | 1997– 1998    | 1998– 1999      | 1999– 2000       | 2000– 2001        | 2001– 2002        | 2002– 2003        | 2003– 2004    | 2004– 2005    | 2005– 2006        | 2006– 2007        | 2007– 2008        | 2008– 2009        | 2009– 2010        |
| --- | ------------- | --------------- | ---------------- | ----------------- | ----------------- | ----------------- | ------------- | ------------- | ----------------- | ----------------- | ----------------- | ----------------- | ----------------- |
| Campeonato Mundial |               |                 |                  |                   |                   |                   |               |               | 5.ª               | 5.ª               | 4.ª               |                   |                   |
| Campeonato dos Quatro Continentes |               |                 |                  |                   |                   | Medalha de bronze | 6.ª           | 11.ª          | Medalha de prata  |                   |                   |                   |                   |
| GP Grand Prix Final |               |                 |                  |                   |                   |                   |               |               | Medalha de bronze |                   | 5.ª               | 5.ª               |                   |
| GP Cup of China |               |                 |                  |                   |                   |                   |               | 11.ª          |                   | Medalha de prata  |                   |                   |                   |
| GP Cup of Russia |               |                 |                  |                   |                   |                   | 8.ª           |               |                   |                   | Medalha de prata  |                   |                   |
| GP NHK Trophy |               |                 |                  |                   |                   |                   |               |               | Medalha de ouro   | Medalha de bronze |                   | Medalha de bronze | 4.ª               |
| GP Skate America |               |                 |                  |                   |                   | 7.ª               | 8.ª           |               |                   |                   |                   | Medalha de prata  |                   |
| GP Skate Canada International |               |                 |                  |                   |                   |                   |               | 11.ª          | Medalha de bronze |                   | Medalha de prata  |                   |                   |
| GP Trophée Éric Bompard |               |                 |                  |                   |                   | 6.ª               |               |               |                   |                   |                   |                   | Medalha de bronze |
| Jogos Asiáticos |               |                 |                  |                   |                   | Medalha de bronze |               |               |                   | Medalha de ouro   |                   |                   |                   |
| Universíada |               |                 |                  |                   |                   |                   |               |               |                   |                   |                   | Medalha de ouro   |                   |
| Internacional – Júnior |               |                 |                  |                   |                   |                   |               |               |                   |                   |                   |                   |                   |
| Campeonato Mundial Júnior |               |                 | 7.ª              | 4.ª               | Medalha de prata  |                   |               |               |                   |                   |                   |                   |                   |
| JGP Grand Prix Júnior Final |               |                 | 5.ª              | Medalha de bronze | 5.ª               |                   |               |               |                   |                   |                   |                   |                   |
| JGP JGP Bulgária |               |                 |                  |                   | Medalha de bronze |                   |               |               |                   |                   |                   |                   |                   |
| JGP JGP Canadá |               |                 | 4.ª              |                   |                   |                   |               |               |                   |                   |                   |                   |                   |
| JGP JGP China |               |                 |                  | Medalha de ouro   |                   |                   |               |               |                   |                   |                   |                   |                   |
| JGP JGP Japão |               |                 | Medalha de prata |                   | Medalha de prata  |                   |               |               |                   |                   |                   |                   |                   |
| JGP JGP México |               |                 |                  | Medalha de ouro   |                   |                   |               |               |                   |                   |                   |                   |                   |
| Internacional – Noviço |               |                 |                  |                   |                   |                   |               |               |                   |                   |                   |                   |                   |
| Triglav Trophy |               | Medalha de ouro |                  |                   |                   |                   |               |               |                   |                   |                   |                   |                   |
| Nacional |               |                 |                  |                   |                   |                   |               |               |                   |                   |                   |                   |                   |
| Campeonato Japonês |               |                 | 8.ª              |                   | 5.ª               | 6.ª               | 7.ª           | 6.ª           | 5.ª               | Medalha de bronze | Medalha de bronze | 5.ª               | Medalha de bronze |
| Campeonato Japonês – Júnior |               | 11.ª            |                  | Medalha de ouro   | Medalha de prata  |                   |               |               |                   |                   |                   |                   |                   |
| Campeonato Japonês – Noviço | 9.ª           | Medalha de ouro |                  |                   |                   |                   |               |               |                   |                   |                   |                   |                   |
| Equipes |               |                 |                  |                   |                   |                   |               |               |                   |                   |                   |                   |                   |
| Japan Open |               |                 |                  |                   |                   |                   |               |               |                   |                   |                   |                   | 3T/4P             |
| |               |                 |                  |                   |                   |                   |               |               |                   |                   |                   |                   |                   |
| Legenda: GP = Grand Prix; JGP = Grand Prix Júnior; T = Posição da equipe; P = Posição individual; Competição não foi disputada nesta temporada |               |                 |                  |                   |                   |                   |               |               |                   |                   |                   |                   |                   |